# 羅克·馬克·克里斯蒂安·卡波雷
羅克·馬克·克里斯蒂安·卡波雷（法語：Roch Marc Christian Kaboré，法語發音：[ʁɔk maʁk kʁistjɑ̃ kabɔʁe]，1957年4月25日—）是布吉納法索政治家，前布基納法索總統。

## 生平
在2002年至2012年擔任過國民議會主席，並且曾經擔任過爭取民主和進步大會黨魁。
卡波雷早年在法國求學，1989年起先後出任布基納法索的運輸與通訊部長、財政部長等職位，1994年至1996年期間出任布基納法索總理。2014年初脫離時任總統布莱斯·孔波雷領導的執政黨，另組新黨人民進步運動。
2015年11月以53.49%的得票率當選總統，12月29日就任。
2018年5月24日，卡波雷宣布與中華民國斷交，2日後與中華人民共和國復交。
2022年1月23日，布基纳法索发生军事政变。1月24日，以保罗-亨利·桑达奥果·达米巴中校為首的军方在电视上宣布卡博雷已被罢免总统职位。欧盟亦确认卡博雷目前已被军方囚禁。

## 外部連結
- Lebenslauf bei der Nationalversammlung von Burkina Faso （页面存档备份，存于） （法文）
- Fotogalerie des Parlamentspräsidenten （页面存档备份，存于） （法文）
- Artikel bei Le Pays zur Wahl Kaborés zum Parlamentspräsidenten, 6. Juni 2002 （法文）
- Afrique Express zum selben Thema, 18. Juni 2002 （法文）
- Kurzbiografie bei Le Faso.net, 14. März 2005 （法文）